# Курорт Баунт
Куро́рт Ба́унт — посёлок в Баунтовском эвенкийском районе Бурятии. Входит в сельское поселение «Багдаринское». Бальнеологический курорт.

## География
Расположен в 112 км к северо-западу от села Багдарин, на правобережье реки Верхняя Ципа, в 3 км юго-западнее от места её впадения в озеро Баунт. В 5 км на юго-запад от посёлка находится вершина горы Большой Хаптон (2284 м).

## Население
| 2002 | 2010 |
| ---- | ---- |
| 47   | ↘39  |